# Miles & Monk at Newport
Miles & Monk at Newport è un album dal vivo di Miles Davis e Thelonious Monk, pubblicato dalla Columbia Records nel 1964. I brani furono registrati al Newport Jazz Festival, quelli di Davis nel 1958 e quelli di Monk nel 1963.

## Tracce
Lato A
1. Ah-Leu-Cha - (Charlie Parker) - (5:55)
2. Straight, No Chaser - (Thelonious Monk) - (8:52)
3. Fran-Dance - (Miles Davis) - (7:08)
4. Two Bass Hit - (Dizzy Gillespie, John Lewis) - (4:19)

Lato B
1. Nutty - (Thelonious Monk) - (13:57)
2. Blue Monk - (Thelonious Monk) - (11:18)

## Formazione
Lato A
- Miles Davis - tromba
- John Coltrane - sassofono tenore
- Julian Cannonball Adderley - sassofono contralto
- Bill Evans - pianoforte
- Paul Chambers - contrabbasso
- Jimmy Cobb - batteria

Lato B
- Thelonious Monk - pianoforte
- Pee Wee Russell - clarinetto
- Charlie Rouse - sassofono tenore
- Butch Warren - contrabbasso
- Frankie Dunlop - batteria